# 蒲彬彬
蒲彬彬（1966年8月—），男，汉族，重庆人，中华人民共和国政治人物，中国共产党党员，第十三届全国人民代表大会重庆市代表。

## 生平
2018年，蒲彬彬被选为重庆市出席第十三届全国人民代表大会代表。